# Správa nemovitosti
Správa nemovitosti (součást facility managementu) je soubor činností, které zajišťují bezproblémový chod nemovitosti a odstraňují překážky, které by zabraňovaly jejím obyvatelům v užívání nemovitosti jako takové. Správu nemovitosti si zajišťuje buďto vlastník nemovitosti samostatně, nebo s pomocí externí společnosti (outsourcing).

## Správa nemovitosti může zahrnovat
- úklid nemovitosti
- opravy závad inženýrských sítí
- běžnou údržbu zabraňující vzniku závad
- drobné řemeslné práce (malování, drobné opravy)
- řemeslné práce většího rozsahu (omítání budov, výměna oken)
- vedení účetních záznamů nemovitosti
- plánování oprav a údržby

## Správu nemovitosti provádí
- Vlastník nemovitosti je ze zákona povinen udržovat stavbu po celou dobu její existence (§ 154 zákona č. 183/2006 Sb.),
- Společenství vlastníků jednotek (právnická osoba), které provádí správu cizího majetku ze zákona,
- Externí společnost zabývající se správou nemovitostí na základě smlouvy s vlastníkem nemovitosti.

## Z čeho je správa nemovitosti hrazena
Správu nemovitosti hradí její vlastník. U běžné údržby zpravidla není problém hradit náklady průběžně podle potřeby. Jinak je tomu u nákladů na rozsáhlejší opravy stavebních a technických částí, které jsou realizovány zpravidla po více letech, či po desítkách let, a jednorázová výše nákladů může přesáhnout finanční možnosti vlastníka. Vlastník nemovitosti proto může tvořit prostředky buď formou odpisů nemovitého majetku, případně vyčlení v účetnictví finanční částku, která je určena na budoucí nákladnější opravy. 
Pokud vlastník nemovitosti vede účetnictví, může vytvářet k tomuto účelu fond oprav. Fond oprav se vytváří ze zisku, tedy z vlastních zdrojů právnické osoby po více po sobě jdoucích účetních období a není každoročně zdaňován. Je-li vlastníkem domu bytové družstvo, zpravidla vytváří v účetnictví fond oprav z přijatého nájemného (vlastní zdroj). 
Je-li nemovitost ve spoluvlastnictví více osob, mohou skládat k tomuto účelu dlouhodobé zálohy na správu. V tom případě se účetně nejedná o fond. Zálohy mohou být svěřeny po dohodě jednomu ze spoluvlastníků, nebo je spoluvlastníci skládají na účet společného správce domu.
Je-li ve spoluvlastnictví bytový dům (bytové vlastnictví podle zákona č. 72/1994 Sb., o vlastnictví bytů),  je osobou pověřenou správou domu právnická osoba Společenství vlastníků jednotek (neboli SVJ(2000)). Přijaté zálohy podle § 15 odst. 2 tohoto zákona jsou závazkem právnické osoby vůči plátcům záloh (vlastníkům jednotek) a podléhají vyúčtování a vypořádání. Účetně se jedná o cizí zdroj právnické osoby; zálohy nejsou u právnické osoby předmětem daně z příjmů. Nejedná se o fond, i když zcela nesprávně se i v tomto případě laicky používá označení "fond oprav", zřejmě po vzoru bytových družstev.
Je-li ve spoluvlastnictví bytový dům rozdělený na jednotky pod dni 1. ledna 2014 (bytové spoluvlastnictví podle zákona č. 89/2012 Sb., občanský zákoník), nepatří k zákonným povinnostem vlastníků jednotek skládat zálohy na účel správy domu. Právní úprava v tomto případě je odlišná od zákona o vlastnictví bytů. Ustanovení § 1200 nového občanského zákoníku předvídá hrazení příspěvků na správu domu, které však v tomto speciálním případě nejsou předmětem daně z příjmů u právnické osoby (§ 18 odst. 2 písm. f zákona č. 586/1992 Sb., o daních z příjmů). SVJ(2012) tedy není nuceno vytvářet v účetnictví fond oprav, protože zdanění přijatých příspěvků nenastává.
Z takto shromážděných peněžních prostředků se pak hradí potřebné opravy nemovitého majetku. 